# Madame Pompadour (operett)
Madame Pompadour är en operett i tre akter med musik av Leo Fall och libretto av Rudolf Schanzer och Ernst Friedrich Wilhelm Welisch. Madame Pompadour hade sin urpremiär i Berlin 9 september 1922, dirigerad av kompositören själv. 2 mars fick operetten premiär på Stora teatern i Göteborg med Naima Wifstrand i titelrollen och 3 november samma år på Oscarsteatern i Stockholm i regi av Nils Johannison.

## Roller
- Madame de Pompadour
- Louis XV
- René, Greve d'Estrades
- Josef Calicot, poet
- Belotte, kammarjungfru
- Maurepas, polisminister
- Poulard, hans assistent
- Collin, Pompadours kammarherre
- Boucher, hovmålare
- Tourelle, porslinsmakare
- Österrikes ambassadör
- Madeleine, Grevinnan d'Estrades
- Löjtnant Corneille, vaktchef
- Prunier, värdshusvärd

## Handling
Madame de Pompadour är älskarinna till Ludvig XV och känd inte bara som Frankrikes vackraste kvinna, utan även som lösaktig. Borgarna i Paris längtar efter nästa smädelsedikt, skriven av poeten Calicot, för tillfället boende på värdshuset De nio muserna. Pompadour känner sig uttråkad av hovbalerna och har tillsammans med sin kammarjungfru Belotte sökt sig till samma värdshus i jakt på amorösa äventyr. 
På samma värdshus bor Calicots vän, greve René d'Estrades, även han på jakt efter amorösa äventyr och René och Pompadour kurtiserar varandra. Pompadour upptäcker att polisministern Maurepas har följt efter henne i avsikt att ertappa henne i en romantisk situation för att svärta ner henne inför kungen. Pompadour säger till Maurepas att hon är där på hemligt uppdrag av kungen och pekar ut Calicot och René som upprorsmakare. Dessa blir arresterade, men Pompadour lyckas få dem benådade under förutsättning att Calicot skriver en födelsedagspjäs åt henne och att René blir hennes livvakt.
Renés hustru, Madeleine, anländer till Paris i jakt på sin make och söker upp sin halvsyster, Pompadour. Hon lovar att hjälpa Madeleine utan att veta att det är René som är hennes svåger. 
Maurepas försöker fortfarande ertappa Pompadour och tror att Calicot är hennes senaste älskare, vilket han talar om för kungen. Calicot dyker upp hos Pompadour och ber om hennes hjälp. René ber dem gömma sig i hennes sovrum och lovar att strax följa efter. Men dessförinnan träffar Pompadour återigen Madeleine, som visar en medaljong med makens porträtt. Pompadour förstår nu att René är hennes svåger och att ett förhållande därmed är omöjligt.
Plötsligt stormar kungen in i sängkammaren och får syn på René, som han tror är Calicot. René blir gripen och döms till omedelbar avrättning. Pompadour fråntas sin statliga tjänst och kungen beordrar att kistan med statspapper ska bäras tillbaks till slottet, utan att veta att Calicot i förskräckelsen har gömt sig där i.
I sitt arbetsrum undertecknar kungen dödsdomen på René, som han fortfarande tror är Calicot. Plötsligt öppnas kistan och Calicot kommer ut och hans identitet blir känd. Kungen förstår att han har misstagit sig och Pompadour går åter fri från alla misstankar. Kungen är mild och ber Pompadour om förlåtelse och utnämner henne till hertiginna. Madeleine är lycklig över att få tillbaka sin make och Calicot och Belotte finner varandra. Ytterligare glädje för Calicot är att han får betalt för en pjäs som han aldrig har skrivit.